# Бідула Василь
Васи́ль Біду́ла (1868, Лапшин, нині Тернопільського району Тернопільської області — 1925, там само, похований у Бережанах) — український народний майстер-різьбяр.

## Життєпис
Василь Бідула народився 1886 року в с. Лапшин на Бережанщині в селянській сім'ї. Правдоподібно, навчався грамоти в сільського дяка Коріньовського, бо двокласну народну школу відкрили в Лапшині, коли йому було вже 16 років. На його неординарний художній талант випадково звернула увагу управителька графського маєтку пані Мачинська, яка своїм коштом послала навчатися у львівське художнє училище.
Василь Бідула став одним із найкращих народних умільців, майстер круглої різьби по дереву й каменю. Свою творчість присвятив простим людям, втіливши у свої творіння, як-от «Жінка з індичкою», «На ярмарок», «Селянин із телям», «Селянин з волами і возом», «Селянин везе сіно», «Селянка пасе корову», «Жінка із кошиком», «Мисливець», «Жебраки» та інші, їхні найкращі риси — простоту, скромність, людяність.
Під час Першої світової війни В. Бідулу мобілізували до австрійської армії. Командування, побачивши його талановиті роботи, навіть не посилало його на фронт.
Помер В. Бідула від епідемічного висипного тифу в 1925 році в матеріальних нестатках. Похований у спільній могилі на Бережанському цвинтарі, наразі не відомо точно місце спочинку його праху.

### Роботи
Його скульптури з каменю мають характерну ознаку — вони оздоблені фризом з листків та віньєткою над надписом.
Василь Бідула автор численних скульптурних робіт із каменю. Зокрема,
- 10 малих дерев'яних скульптур В. Бідули збереглися у Львівському музеї етнографії та художнього промислу, займаючи почесне місце в експозиції музею.
- одна з робіт — різьба по дереву «Розп'яття Ісуса Христа» — зберігається у його правнука.
- одна із його робіт — «фігура» Івана Хрестителя — стоїть на його рідному подвір'ї у с.Лапшин (Тернопільський район).
- 1914 року на замовлення селянського комітету с. Жуків він створив пам'ятник Тарасові Шевченку — один із перших у Галичині (зруйнований у 1931 і 1939 польськими шовіністами, відновлений у 1967).
- Багато надмогильних пам'ятників його роботи можна побачити на цвинтарях у Бережанах, у селі Жуків, зокрема на могилі батька письменника Богдана Лепкого о. Сильвестра Лепкого (літературний псевдонім Марко Мурава).

## Світлини робіт Василя Бідули

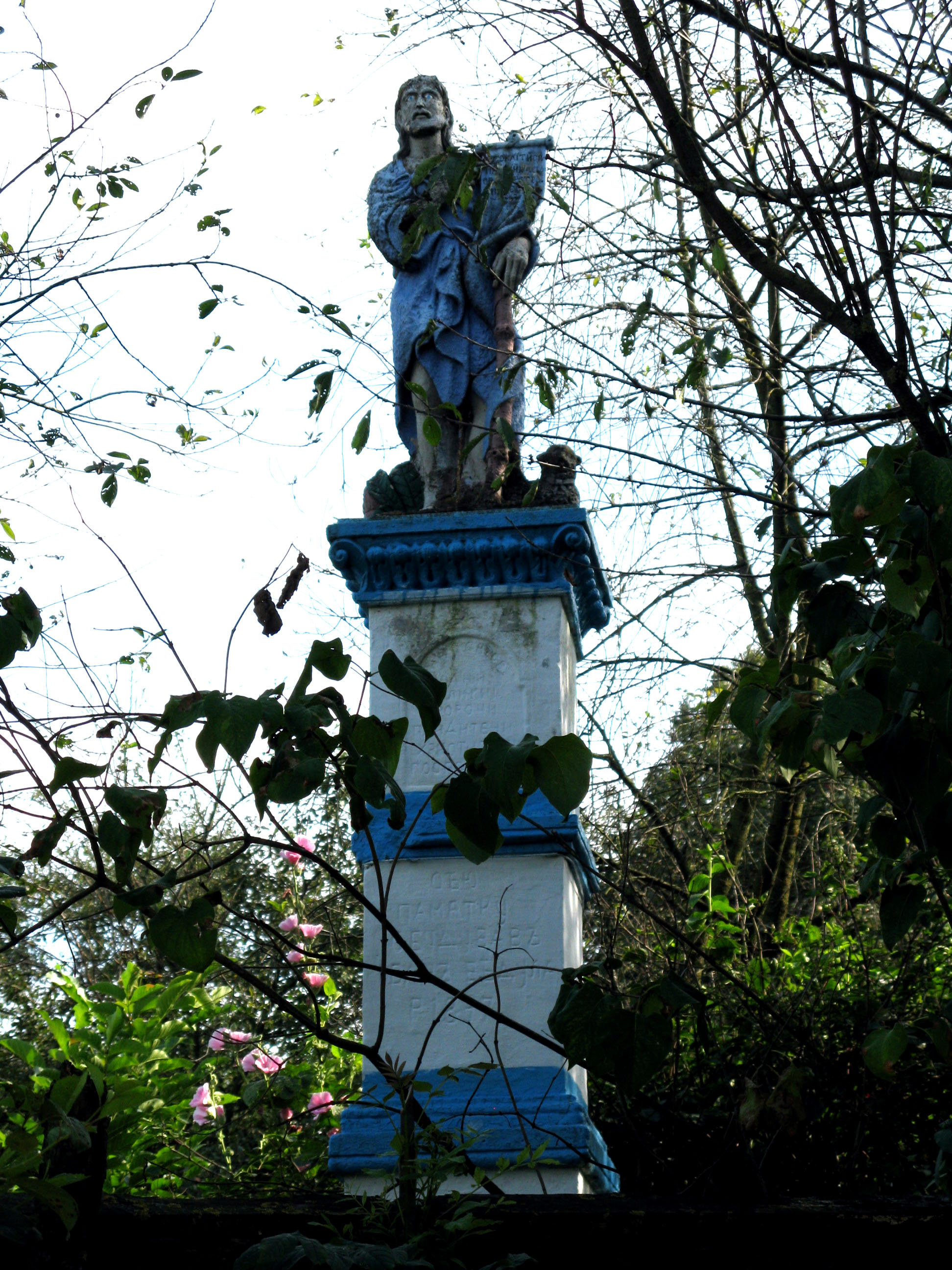
Скульптура Івана Хрестителя в с. Лапшин
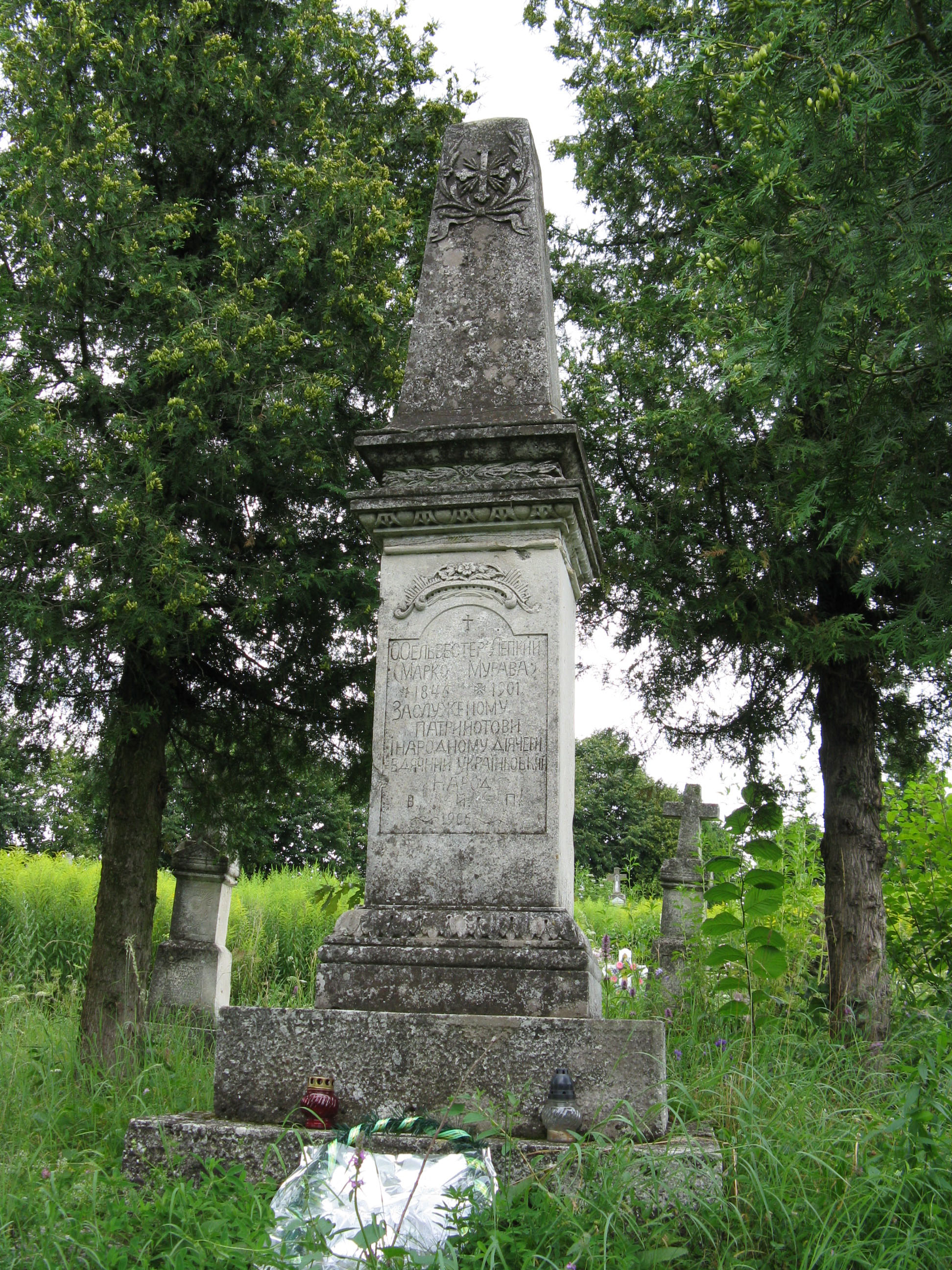
Надгробок на могилі о. Сильвестра Лепкого на цвинтарі с. Жуків
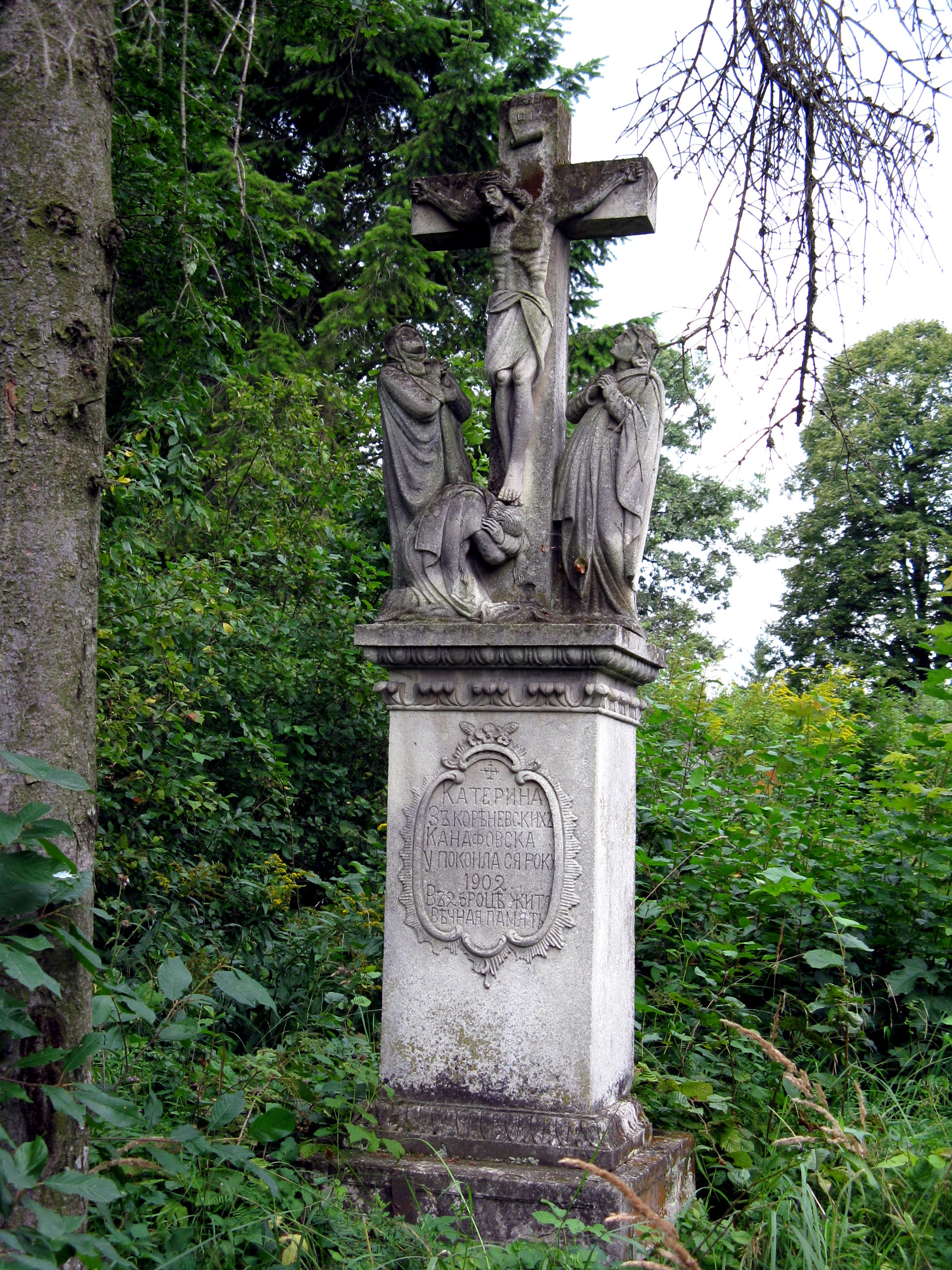
Надгробок на цвинтарі с. Лапшин
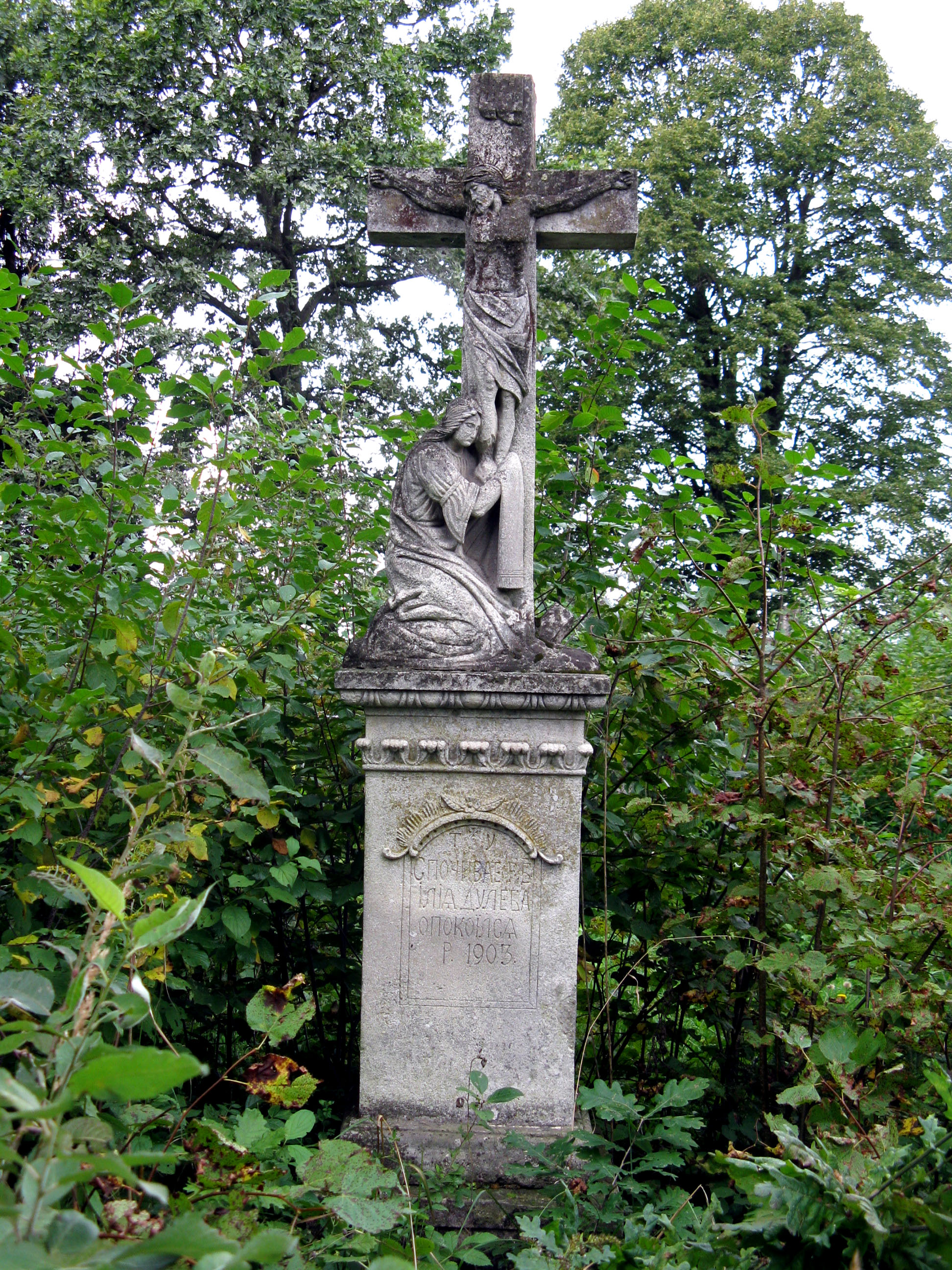
Надгробок на цвинтарі с. Лапшин
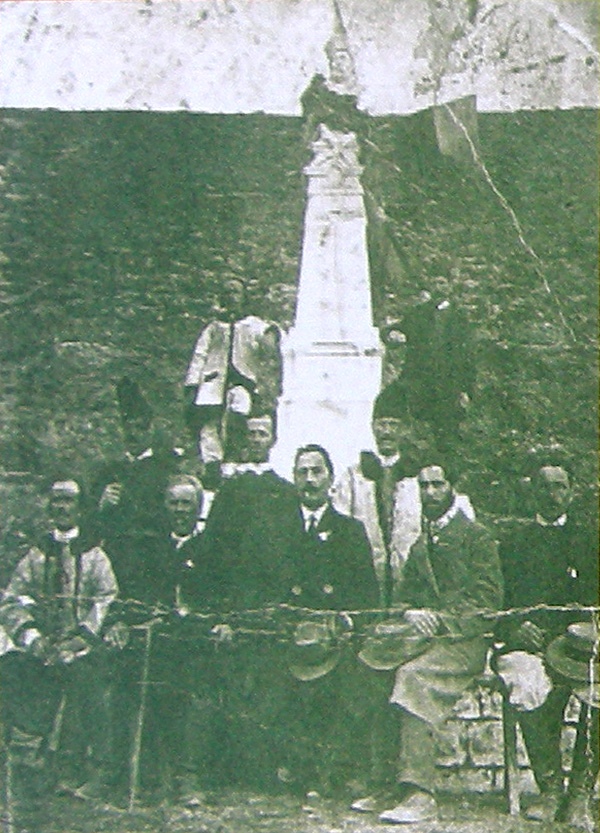
Пам'ятник Тарасові Шевченку в Жукові. Біля пам'ятника — Василь Бідула